# Famille Hadik
La famille Hadik de Futak (en hongrois : futaki Hadik család) était une famille aristocratique hongroise.

## Origines
Le premier ancêtre de la famille est Boldizsár Hadik, cité en 1585 comme pasteur luthérien de Tótpróna, dans le comté de Turóc.
Les deux branches de la famille reçoivent le titre de comte en 1763 et en 1777. La branche cadette s'éteint en 1873.

## Membres notables
- Andreas Hadik von Futak (1710-1790), membre le plus célèbre de la famille, glorieux Field marshal impérial, főispán de Bács. Titré comte. Colonel Propriétaire du régiment de hussards Hadik (hu).
- comte Károly József Hadik (hu) (1756–1800), Feldmarschall-Leutnant autrichien, président du Conseil de Guerre de la Cour .
- comte András Hadik (hu) (1764–1840), chambellan KuK, conseiller privé véritable et général de cavalerie.
- comte Ágoston Hadik (hu) (1801-1867), colonel de la Honvéd durant la Révolution hongroise de 1848.
- comte Miksa Hadik (1822-1884), capitaine de corvette de l'archiduc et vice-amiral Maximilien en 1852, contre-amiral et président du conseil du haut-commandement maritime en 1860.
- comte János Hadik (1863-1933), homme politique, ministre d'État aux Affaires intérieures, conseiller privé, Premier ministre de Hongrie. Époux de la comtesse Alexandra Zichy (1873-1949).
- comte Miksa János Adalbert Hadik (en) (1868–1921), diplomate, ambassadeur d'Autriche-Hongrie au Mexique (1909-1911) puis en Suède (1912-1918).
- comte Béla János Antal Hadik (1870–1912), főispán de Zemplén. Époux de la marquise Stefánia Pallavicini (1880–1950).
- Le comte Endre Hadik (1862–1931) ajoute à son patronyme celui de sa mère pour s'appeler Hadik-Barkóczy (1887).